# Laurence Chanfro
 (mai 2011).
Si vous disposez d'ouvrages ou d'articles de référence ou si vous connaissez des sites web de qualité traitant du thème abordé ici, merci de compléter l'article en donnant les références utiles à sa vérifiabilité et en les liant à la section « Notes et références ».
Laurence Chanfreau dite Chanfro est une militante lesbienne et féministe et une artiste queer plasticienne, photographe, graphiste, vidéaste française.

## Biographie
(avril 2025).
Laurence Chanfreau est née le 2 mai 1959 à Paris.
Elle est diplômée de l’École spéciale d'architecture. Son mémoire intitulé L'architecture inconsciente ou L'architecture des rêves de la nuit, fut inspiré par Maurits Cornelis Escher. Elle est l'élève de Paul Virilio et Sophie Calle préside son jury de soutenance. Elle exerce dans différentes agences à Paris et Marseille de 1988 à 1995. 
Militante lesbienne et féministe , Laurence Chanfro s’implique dans la Maison des femmes de Paris puis à Act Up où elle est présidente d'Act Up Marseille de 1992 à 1995.
A son initiative, elle ouvre avec 3 amies-amantes en 1996 le bar lesbien féministe Aux 3G à Marseille.
Elle siége au conseil d’administration du Festival de Films Gays et Lesbiens de Paris et est une des artistes moteur du collectif artistique Queer Factory (créé en 2002).
Artiste
Tourmentée toute sa vie par des fulgurances, des démons intérieurs et des maladies, elle n’a de cesse de les performer dans sa vie personnelle comme dans sa vie créative. Comme Barbara, son idole, ses blessures intimes ont guidé son art pour devenir puissance. Elle a rejeté violemment toutes les normes et les carcans liés à son statut de femme, de lesbienne, en clamant une liberté iconoclaste.
Inspirée entre autres par Niki de Saint Phalle, Valie Export ou Barbara Kruger, elle s'inscrit dans un courant "d'art politique" qui ne laisse en rien indifférent et parfois même fait scandale par ses sujets crus, mêlant les genres et les sexualités. Son expression originale et radicale a été multiforme : dessin, peinture, gravures mais c'est surtout en photographie et vidéo qu'elle a trouvé son public et sa notoriété. Elle a aussi créé des affiches, livres, écrits satiriques...
En 2009, elle publiait un livre de ses œuvres photographiques intitulé "Chanfro 1959-2009", comme un signe prémonitoire et une trace laissée en auto-hommage avant sa mort.

Expositions, vidéos et festivals
Sa 1ère exposition a lieu aux  en 1995 à Marseille et s'articulait autour de son projet photos « et si nous nous regardions ? », une série de vulves. Elle déclenchera à chaque présentation de fortes émotions et Anne Julien réalisera « L' origine du monde, le retour » un film court sur l'exposition et la réaction des visiteuses. Ce documentaire a reçu le prix du public à Cineffable en 1999. 
Laurence Chanfreau devient l'artiste "Chanfro". Elle se définit comme une plasticienne, photographe, vidéaste qui invite à une prise de conscience et à une prise de "corps". 
Elle regardait les tabous à la loupe (sexualités, féminités, religions, vieillesse, transformations physiques...). Son œuvre reste inclassable et particulière, aussi bien poétique, politique, réaliste que remplie de dérision et de fiels, voir parfois de cynisme. 
Dans ses photos, elle mettait en lumière des corps féminins, et des sexualités lesbiennes souvent invisibilisés ou décriées. Elle photographiait ses amies, ses amantes, ses proches dans des mises en scène où féminité et homosexualité étaient exposés avec toujours une dimension militante et politique. Et elle choquait souvent par sa vision du sexe féminin et son  rapport aux plaisirs. "Je veux juste rassurer les femmes, les lesbiennes en prenant exemple sur ma vie, sur un chemin de vingt ans qui a démarré sur la terrreur, le noir, la pudeur, la honte, la frigidité, la peur, les complexes... et qui arrive aujourd'hui dans une clairière de plaisirs, de bonheurs et de jouissances d'être une femme, une lesbienne."
Elle participe à de nombreuses expositions personnelles ou collectives.
En 2004, elle passe à la vidéo « pour que les photos bougent »  avec un premier film "rossY". Le sexe au féminin restera le sujet de ses opus suivants et elle réalisere des films expérimentaux décalés et militants. Son premier long-métrage "Le bruit des chaussons" regroupe les vidéos réalisées entre 2004/2007 comme un journal intime composé de séquences « poétiques, intimistes, politiques, parodiques, féministes réalistes et ironiques. »
En 2006, à Paris, elle se rapproche d'artistes queers et s'implique dans Queer Factory. Elle participe collectivement à trois compilations de films : Queerft, à des expositions et événements artistiques plastiques et performatifs. Elle s'oriente vers un art plus politico / trash, sa création se radicalise et devient essentiellement arrogante et critique.
Ses films ont été projetés dans de nombreux festivals en France et à l'étranger et sont actuellement diffusés par le Collectif jeune cinéma.
En 2009, elle revenait à la photo avec un photorama personnel à partir de Valérie Solanas et Scum Manifesto. C'est son ultime œuvre publique.

### Mort
En 2010, elle se retire à Monfrin. "La demeure infinie", son lieu de vie et résidence pour artistes queer, devient sa dernière création: toutes les surfaces sont utilisées pour donner libre cours à son expression (entre peintures, slogans, sculptures, architectures...). Elle se sent inspirée par Frida Kahlo et sa Maison bleue (Casa Azul) au Mexique et veut en faire un lieu ouvert. Son projet n'a pu aboutir jusqu'au bout.
Son état de santé finit par s'aggraver et des hernies discales cervicales deviennent de plus en plus handicapantes.
Elle se suicide le 3 juillet 2012 à Montfrin à la suite de cette longue maladie qui paralysait de plus en plus son corps et troublait son esprit. Dans ses notes posthumes, elle revendique cet acte comme une force de liberté face à la souffrance.

## Hommages
À Marseille, le 26 avril 2025, à l’occasion de la journée de la visibilité lesbienne, une passerelle située dans le 6ème arrondissement est renommée passerelle Chanfreau,. 

## Filmographie
- Rossy (typographié « rossY »), 2004, 3 min 20 s
- Rupture (typographié « rupTUrE »), 2005, 3 min 40 s. Distribution CJC[4]
- Mâne, 2005, 2 min 35 s. Distribution CJC[5]
- Émorroïdas, 2005, 7 min 35 s. Distribution CJC
- Merci, merci, merci / jouir malgré tout - opus 1, 2006, 5 min 25 s. Distribution CJC
- Gayrilla Girls, 2006, 2 min 35 s
- Les scieurs / jouir malgré tout - opus 2, 2006, 4 min 40 s. Distribution CJC
- P.D., 2006, 3 min 35 s
- Carambar, 2006, 3 min 15 s
- Merebit / jouir malgré tout - opus 3, 2006, 5 min 30 s
- Le vent n’existe pas, 2006, 4 min. Distribution CJC
- Ejac fac / jouir malgré tout - opus 4, 2006, 2 min 25 s
- Flauve, 2006, 3 min 5 s
- Le bruit des chaussons, 2007, 54 min et 71 min pour la version longue
- Tch’t’adore, 2007, 17 min 20 s
- C’est trop tard !, 2007, 3 min 30 s, en hommage à Barbara
- Flouis... etc, 2007, 9 min, visa d'exploitation du CNC 119222 (interdit aux – de 12 ans)
- Chic’n Cheap, 2008, 2 min 10 s
- L’aimée créante, 2008, 2 min 20 s
- Niqab, ni croix, ni kippa, ni bouddha..., 2008, 4 min 10 s
- S.C.U.M. sous titré "Auprès de Valérie Solanas", 2008, 3 min 30 s Pink Screens[6]
- S.C.U.M., Society For Cutting Up Men, 2009, 1 min 40 s

Artiste de la Queer Factory de 2002 à 2007, elle co-supervisa les trois films de compilations de courts-métrages (les deux premiers avec Hervé Joseph Lebrun et le troisième avec Mino D.C. :
- Les contes de Queer Factory, Queer Factory Tales (Queerft 1), 2004
- Queerft 2, 2005
- Queerft 3[7], 2007

Elle fut co-monteuse du film Roof d'Émilie Jouvet avec Hervé Joseph Lebrun dit HJL (montage musique et générique).

## Projections
Les films sont projetés dans les Festivals de Films Gays et Lesbiens Internationaux : Festival de films gays & lesbiens de Paris (FFGLP), Festival du film gay et lesbien de Turin, Festival Pink Screens, Bruxelles...
- Festival de films gays et lesbiens de Paris, Chéries-Chéris
- Festival Désir... Désirs, Tours
- Rome, Tekfestival, Girls For Unconventional Christmas, Phag Off
- Festival du film gay et lesbien de Turin
- Festival Internacional de Cine Lésbico y Gai de Madrid
- Barcelone, festival Video tranZmarikaboLlo, The Barcelona International Gay & Lesbian Film Festival
- Bruxelles, festival Pink Screens, 10e festival de courts-métrages Courts mais trash
- Gand, Belgique, 20e L-Dag, festival Silence Saturn
- Milan, Pornflakes
- Cineffable, Paris
- Lesbisch-Schwule Filmtage Karlsruhe
- Mexico, festival Expresión en Corto
- Toulouse, festival Faites de l’image[8]
- Pantin, 15e festival Côté Court[9]
- Paris, 22e festival de Saint-Denis, Sex Is Politics
- Paris, 7e festival des cinémas différents
- Lisbonne, 9e festival de cinéma gay et lesbien

## Publication
- Chanfro 1959/2009, Lulu,  (ISBN 978-1445233406)